# Кларендон (округ)
Округ Кларендон (англ. Clarendon County) располагается в штате Южная Каролина, США. Административным центром (столицей) является город Маннинг — крупнейший населённый пункт округа по числу жителей.
По состоянию на 2010 год, численность населения составляла 34 971 человек.

## История
Кларендон был официально образован в 1785 году, вскоре после Войны за независимость США, когда законодательный орган разделил округ Камден на семь округов. Округ был назван в честь графа Кларендона.

## География
В соответствии с данными указанными на сайте центрального статистического органа страны — Бюро переписи населения США, общая площадь округа Кларендон равняется 1802,642 км2, из которых 1572,132 км2 занимает суша и 227,920 км2 или 12,72% приходится на водную поверхность.

## Население
По данным переписи населения 2010 года в округе проживает 34 971 жителей. Расовый состав населения: белые — 50,10 %, афроамериканцы — 47,00 %, коренные американцы (индейцы) — 0,60 %, азиаты — 0,20 %, гавайцы — 0,00 %, представители других рас — 1,20 %, представители двух или более рас — 0,80 %. Испаноязычные составляли 2,60 % населения независимо от расы.
Средний доход на домохозяйство в округе составлял 33 355 USD, что примерно на 10 000 USD меньше, чем в среднем по штату Южная Каролина.